# Technologie EDIM
La technologie EDIM (Epitope Detection in Monocytes) est une forme de biopsie immunologique. Elle utilise des mécanismes du système immunitaire inné pour détecter des biomarqueurs/antigènes dans les cellules immunitaires. Il s'agit d'une forme non invasive de biopsie liquide, c'est-à-dire de biopsie du sang dans laquelle les macrophages activés (CD14+/CD16+) sont analysés pour détecter des épitopes spécifiques de la maladie, par exemple des cellules tumorales,
Les macrophages font partie des cellules phagocytaires (phagocytes). Ils font partie du système immunitaire humain et sont impliqués dans la reconnaissance, la phagocytose et la destruction des organismes considérés comme nuisibles,.
Dans le cas du cancer, les macrophages absorbent les cellules tumorales et les dissolvent à l'aide d'enzymes, en stockant des protéines tumorales intracellulaires, même en présence d'une faible masse tumorale. La technologie EDIM permet de détecter les macrophages activés contenant des épitopes tumoraux intracellulaires à l'aide d'anticorps spécifiques CD14 et CD16,,.

## Domaines d'application
Actuellement, la technologie EDIM est utilisée pour le test sanguin PanTum Detect. Dans ce cas, la méthode est utilisée dans le cadre du dépistage du cancer afin de sélectionner si une personne présente une suspicion suffisante de cancer. Si c'est le cas, un examen complémentaire par imagerie (IRM, TEP-TDM) est recommandé pour clarifier et localiser une éventuelle maladie tumorale. Les deux biomarqueurs utilisés pour PanTum Detect sont les enzymes TKTL1 et DNaseX.
Le test sanguin utilise la technologie EDIM basée sur le fait que les monocytes/macrophages activés phagocytent les cellules tumorales et contiennent des protéines tumorales intracellulaires.